# 迪桑
迪桑（法語：Duisans，法語發音：[dɥizɑ̃]）是法国上法蘭西大區加来海峡省的一个市镇，属于阿拉斯区。

## 地理
迪桑（50°18'28"N, 2°41'4"E）面积10.72 平方千米，位于法国上法蘭西大區加来海峡省，该省份为法国北部沿海省份，西北濒北海，南至索姆省，东临北部省。
与迪桑接壤的市镇（或旧市镇、城区）包括：埃特兰、马勒伊、瓦尔吕、阿涅兹迪藏、昂赞-圣欧班、阿拉斯、丹维尔。
迪桑的时区为UTC+01:00、UTC+02:00（夏令时）。

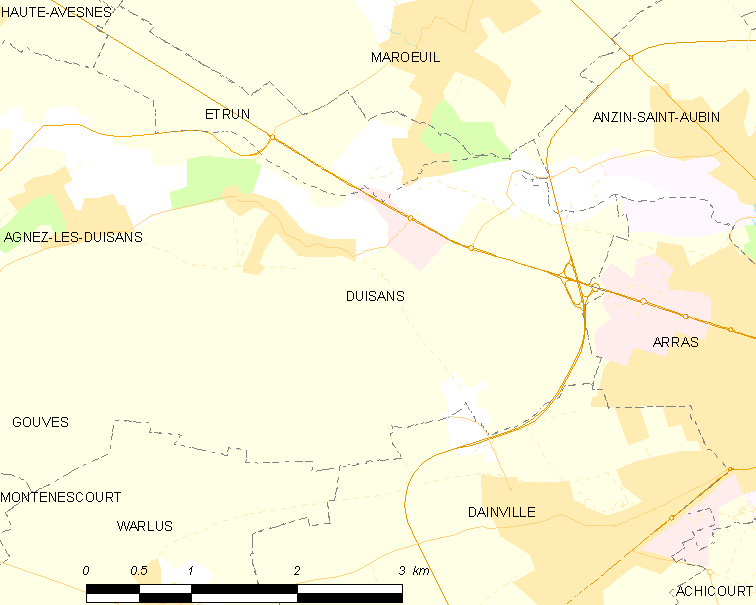
迪桑的OSM定位图

## 行政
迪桑的邮政编码为62161，INSEE市镇编码为62279。

## 政治
迪桑所属的省级选区为阿韦讷勒孔特县。

## 人口

1962-2008年间迪桑人口变化图示

迪桑于2022年1月1日时的人口数量为1393人。